# Rhopalosciadium stereocalyx
Rhopalosciadium stereocalyx är en flockblommig växtart som beskrevs av Karl Heinz Rechinger. Rhopalosciadium stereocalyx ingår i släktet Rhopalosciadium och familjen flockblommiga växter. Inga underarter finns listade i Catalogue of Life.